# Красиловка (Ивано-Франковская область)
Красиловка (укр. Красилівка) — село в Тысменицкой городской общине Ивано-Франковского района Ивано-Франковской области Украины.
Население составляет ↘646 человек. Занимает площадь 7,02 км². Почтовый индекс — 77475. Телефонный код — 03436.